# 긴테쓰코리야마역
긴테쓰코리야마역(일본어: 近鉄郡山駅)은 일본 나라현 야마토코리야마시에 위치한 긴키 닛폰 철도 가시하라 선의 철도역이다. 역 번호는 B 30이며, 상대식 승강장 2면 2선의 구조를 갖춘 지상역이다.

## 타는 곳
| 1 | B 가시하라 선 | 하행 | 히라하타 · 덴리 · 야마토야기 · 가시하라진구마에 · 요시노 방면                                |
| 2 | B 가시하라 선 | 상행 | 야마토사이다이지 · 나라 · 단바바시 · 교토 · 오사카난바 · 아마가사키 · 고시엔 · 산노미야 방면 |

## 이용 현황
- 2005년 11월 8일 : 20,511명
- 2008년 11월 18일 : 19,537명
- 2010년 11월 9일 : 19,029명
- 2012년 11월 13일 : 18,765명
- 2015년 11월 10일 : 18,377명

## 역 주변
- JR 서일본 나라역
- 고리야마 성
- 야마토코리야마 시청
- 주오 공민관 · 시민 체육관
- 야마토코리야마성 홀
- 지역 의료 기능 진흥 기구 야마토코리야마 병원

## 인접 역
| 긴키 닛폰 철도 B 가시하라 선               | 긴키 닛폰 철도 B 가시하라 선 | 긴키 닛폰 철도 B 가시하라 선       |
| ------------------------------------------ | ---------------------------- | ---------------------------------- |
| B26 야마토사이다이지 야마토사이다이지 방면 | ■ 급행                       | 히라하타 B32 가시하라진구마에 방면 |
| B28 니시노쿄 야마토사이다이지 방면         | ■ 급행 (하루)                | 히라하타 B32 가시하라진구마에 방면 |
| B29 구조 야마토사이다이지 방면             | ■ 보통                       | 쓰쓰이 B29 가시하라진구마에 방면   |